# Axel Fredrik Cronstedt
Baron Axel Fredrik Cronstedt (født 23. december 1722, død 19. august 1765) var en svensk mineralog og kemiker som opdagede grundstoffet nikkel i 1751. Cronstedt beskrev det som kupfernickel, hvilket kan oversættes til "forhekset kobber", fordi åren som det blev fundet i lignede kobber (kupfer). Han var elev af Georg Brandt, der opdagede cobalt i 1732. Cronstedt er en af grundlæggerne af moderne mineralogi og bliver beskrevet som grundlæggeren af John Griffin i hans bog A Practical Treatise on the Use of the Blowpipe fra 1827.
Cronstedt opdagede også mineralet scheelite i 1751. Han gav det navnet tungsten, hvilket betyder "tung sten" på svensk. Carl Wilhelm Scheele foreslog senere at man kunne udvinde et nyt metal fra mineralet. Metallet kendes som wolfram på dansk.
I 1753 blev Cronstedt valgt som medlem af Kungliga Vetenskapsakademien. I 1756 fandt han på termen zeolit efter at have varmet mineralet stilbit med en flamme. Ordet er sammensat af de græske ord ζέω (zéō), som betyder "at koge" og λίθος (líthos), der betyder sten.